# Nurses (Fernsehserie)
Nurses (finn. Syke) ist eine finnische Krankenhaus-Fernsehserie. Die erste Episode der ersten Staffel wurde am 29. Oktober 2014 auf dem finnischen Sender Yle TV2 ausgestrahlt. Die deutsche Erstausstrahlung fand am 22. Januar 2016 auf dem Pay-TV-Sender Sat.1 emotions statt. Die Serie besteht bislang aus elf Staffeln mit insgesamt 248 Folgen zu je 48 Minuten (Staffel 1–4) bzw. 21 Minuten (ab Staffel 5).

## Handlung
Die Serie handelt von vier Krankenschwestern und begleitet diese sowohl im Arbeitsleben auch als in ihrem Privatleben.  Dabei stoßen sie regelmäßig auf Konfliktsituationen.

## Figuren

### Hauptfiguren
| Schauspieler      | Rolle              |
| ----------------- | ------------------ |
| Iina Kuustonen    | Iiris Ketola       |
| Leena Pöysti      | Johanna Alanko     |
| Tiina Lymi        | Marleena Ranta     |
| Lena Meriläinen   | Lenita Pakkala     |
| Antti Luusuaniemi | Max Hansson        |
| Lauri Tilkanen    | Jarkko Vento       |
| Jarkko Niemi      | Petteri Holopainen |
| Matti Ristinen    | Ilmari Nortamo     |
| Jaana Pesonen     | Marjut Blom        |
| Elena Spirina     | Olga Godova        |

### Nebenfiguren
| Schauspieler        | Rolle            |
| ------------------- | ---------------- |
| Markus Järvenpää    | Toni Alanko      |
| Juha-Pekka Mikkola  | Ville Palo       |
| Pedram Notash       | Uffe             |
| Jaajo Linnonmaa     | J-P              |
| Oskar Töhönen       | Jokke            |
| Jani Volanen        | Paul             |
| Myrsky Meriluoto    | Niilo            |
| Minetta Hämäläinen  | Ada              |
| Sara Melleri        | Rebekka Pakkala  |
| Aarre Ritala        | Johannes Pakkala |
| Emilia Karilampi    | Meeri Nortamo    |
| Joonatan Pylkkönen  | Eemeli Nortamo   |
| Mari Perankoski     | Salla Nortamo    |
| Krista Putkonen-Örn | Elina Hurskainen |

## Auszeichnungen
Kultainen Venla
2016 gewann Nurses den finnischen Fernsehpreis Kultainen Venla als beste Fernsehserie (Publikumswahl).